# Eric Smit
Eric Smit (Nijmegen, 11 januari 1967) is een Nederlands journalist en publicist.

## Biografie
Smit studeerde economie aan de Radboud Universiteit in Nijmegen. Hij werkte na zijn studie in het bedrijfsleven en maakte in 1999 de overstap naar het tijdschrift Quote. Hier werkte hij als onderzoeksjournalist en later als adjunct-hoofdredacteur. In 2007 begon hij als economieredacteur bij Dagblad De Pers, waar hij een aantal jaar zou werken. Vanaf 2008 werkte hij aan een boek over Nina Brink, dat in het voorjaar van 2010 verscheen. Dit boek werd goed verkocht (het kwam in de Bestseller 60 van de CPNB), maar leidde ook tot een reeks rechtszaken tussen Brink en Smit.
Eind 2009 richtte Eric Smit samen met Mark Koster en Arne van der Wal Follow the Money op, een platform voor (financiële) onderzoeksjournalistiek.

## Prijzen
In 2013 won Smit samen met Jesse Frederik de journalistieke prijs De Tegel in de categorie "achtergrond" voor een artikel in de Volkskrant over het derivatendrama in Nederland. 
Op 22 januari 2016 won Eric Smit de finale van de wintereditie van De Slimste Mens. Samen met Kim van Keken is hij voor de artikelenserie De Zaak Henry Keizer over VVD-voorzitter Henry Keizer uitgeroepen tot Journalist van het Jaar 2017. Later werd ook de Anne Vondelingprijs 2017 en de VOJN-Award 2017 aan hen toegekend.

## Privé
Tijdens zijn studiejaren was Smit ook bekend als professioneel squasher.
Hij is getrouwd. Hij heeft twee dochters.

### Bestseller 60
| Boeken met noteringen in de Nederlandse Bestseller 60 | Jaar van verschijnen | Datum van binnenkomst | Hoogste positie | Aantal weken | Opmerkingen                       |
| ----------------------------------------------------- | -------------------- | --------------------- | --------------- | ------------ | --------------------------------- |
| De broncode                                           | 2004                 | 15-09-2004            | 4               | 12           |                                   |
| Nina                                                  | 2010                 | 10-03-2010            | 5               | 11           | biografie over Nina Storms        |
| Woekerpolis                                           | 2011                 | 16-03-2011            | 40              | 1            | in samenwerking met Rene Graafsma |